# 長野芳斎
長野 芳斎（ながの ほうさい、文化5年（1808年）4月 - 明治24年（1891年）8月15日））は、江戸時代、明治時代の儒学者、漢学者、教育者、神職、郷土史研究家。福岡藩士。初め月形氏。名は誠。幼名は牧之助。字（あざな）は叔達。通称は和平。号は芳斎、矯堂、佩絃、短斎。

## 経歴
福岡藩藩儒月形鷦窠の三男として筑前国那珂郡警固村（現・福岡市中央区警固）に生まれ、長野金十郎一興の養子となる。朱子学や国学を修める。
天保7年（1836年）学問所指南加勢見習となり、その後藩主黒田家の家譜の編修、藩主の侍講、藩校修猷館の文学教授を務めた。皇典、兵法をも修めた。
明治維新後は、香椎宮権宮司となった。郷土史、特に福岡藩政史研究に努め、史料の整理、著述などに多くの業績を残した。
著作に『閲史筌蹄』『福岡藩民政略誌』『福岡教育史略』『福岡啓藩誌稿』などがある。